# Maradzki Chojniak
Maradzki Chojniak (niem. Maradtkenwalde) – wieś w Polsce, w województwie warmińsko-mazurskim, w powiecie mrągowskim, w gminie Sorkwity.
Do 2023 miejscowość była częścią wsi Maradki.
W latach 1975–1998 Maradzki Chojniak administracyjnie należał do województwa olsztyńskiego.
Wybudowanie (na Mazurach tak określa się kolonię – pojedyncze zabudowania w oddaleniu od wsi) położone ok. 1 km na południowy wschód od Maradek, powstało w drugiej połowie XIX w.